# Ayette Indian And Chinese Cemetery
Le   Ayette Indian and Chines Cemetery  est un cimetière militaire de la Première Guerre mondiale, situé sur le territoire de la commune d' Ayette, dans le département du Pas-de-Calais, au sud d'Arras.

## Localisation
Ce cimetière est situé au sud  du village, Vieux Chemin de Bucquoy.

## Histoire

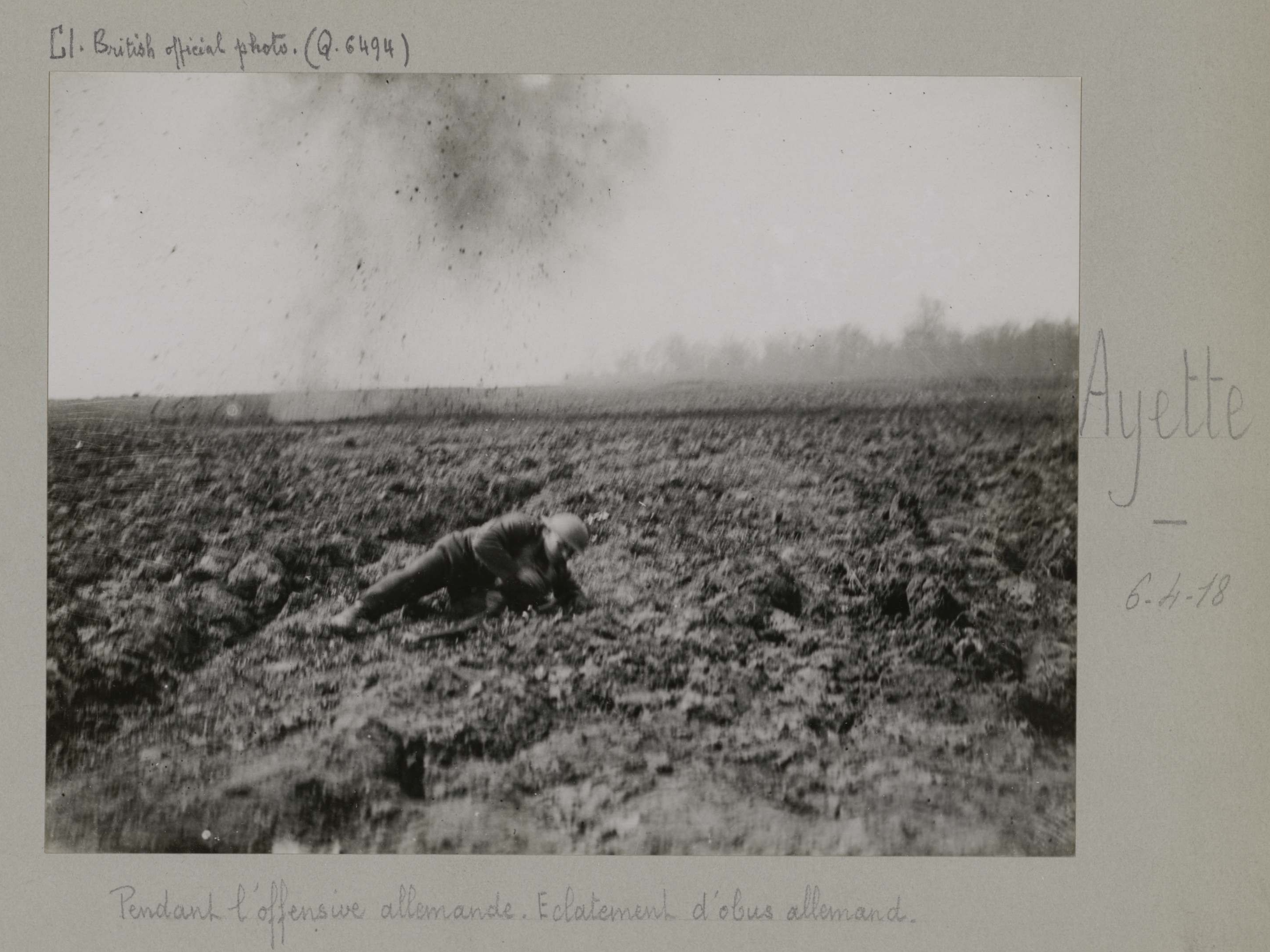
Un soldat britannique sous le feu des obus allemands le 6 avril 1918.

En octobre 1916, le War Office a approché le gouvernement chinois alors neutre avec un plan qui conduirait à la formation d'un Corps de travailleurs chinois.  Le Corps devrait être non combattant mais attaché à l'armée britannique et soumis au contrôle et à la discipline militaires. Le salaire relativement élevé et les autres avantages offerts aux recrues potentielles étaient suffisamment tentants pour encourager des milliers d'hommes, pour la plupart des paysans pauvres , à s'engager. Le contrat de ces coolies stipule qu'ils s'engagent pendant trois ans à travailler dans l'industrie et l'agriculture, dix heures par jour, sept jours sur sept, en échange d'un bon salaire. Le premier transport de travailleurs chinois a fait son chemin vers l'Europe via le Canada au début de 1917. À la fin de l'année, il y avait 54 000 travailleurs chinois attachés aux forces du Commonwealth en France et en Belgique.
Les premiers travailleurs indiens arrivent à Marseille en juin 1917. Fin août, plus de 20 000 travailleurs ont été transportés en France.

Tout au long de 1917 et 1918, les travailleurs chinois et indiens ont effectué des travaux  de transport, d'entretien, de sauvetage et de construction sur le front occidental.
Certaines unités du corps du travail sont restées en France après l'armistice et ont participé au nettoyage des champs de bataille, une tâche qui impliquait l'exhumation et la ré-inhumation de dizaines de milliers de soldats du Commonwealth.
Bien qu'ils aient été généralement déployés hors des zones de combats, des centaines d'ouvriers ont été victimes de bombardements à longue portée, de raids aériens et d'actions ennemies lors de l'offensive allemande du printemps en 1918.
La maladie a coûté la vie à beaucoup d'autres, en particulier lors de la pandémie de grippe espagnole de 1918. Au total, 2 000 travailleurs chinois et 1 500 travailleurs indiens sont morts alors qu'ils servaient sur le front occidental.
.
Ce cimetière a été créé à l'automne 1917. Les corps des travailleurs chinois et indiens décédés dans la zone  des combats du sud d'Arras ont été regroupés dans ce lieu à partir de septembre 1917 jusqu'en 1919.

## Caractéristiques
Ce cimetière, au plan rectangulaire de 50 m sur 10, est entouré sur 3 côtés d'un muret de moellons de silex .

## Sépultures
| Pays               | Sépultures |
| ------------------ | ---------- |
| Chinois et Indiens | 87         |

## Galerie

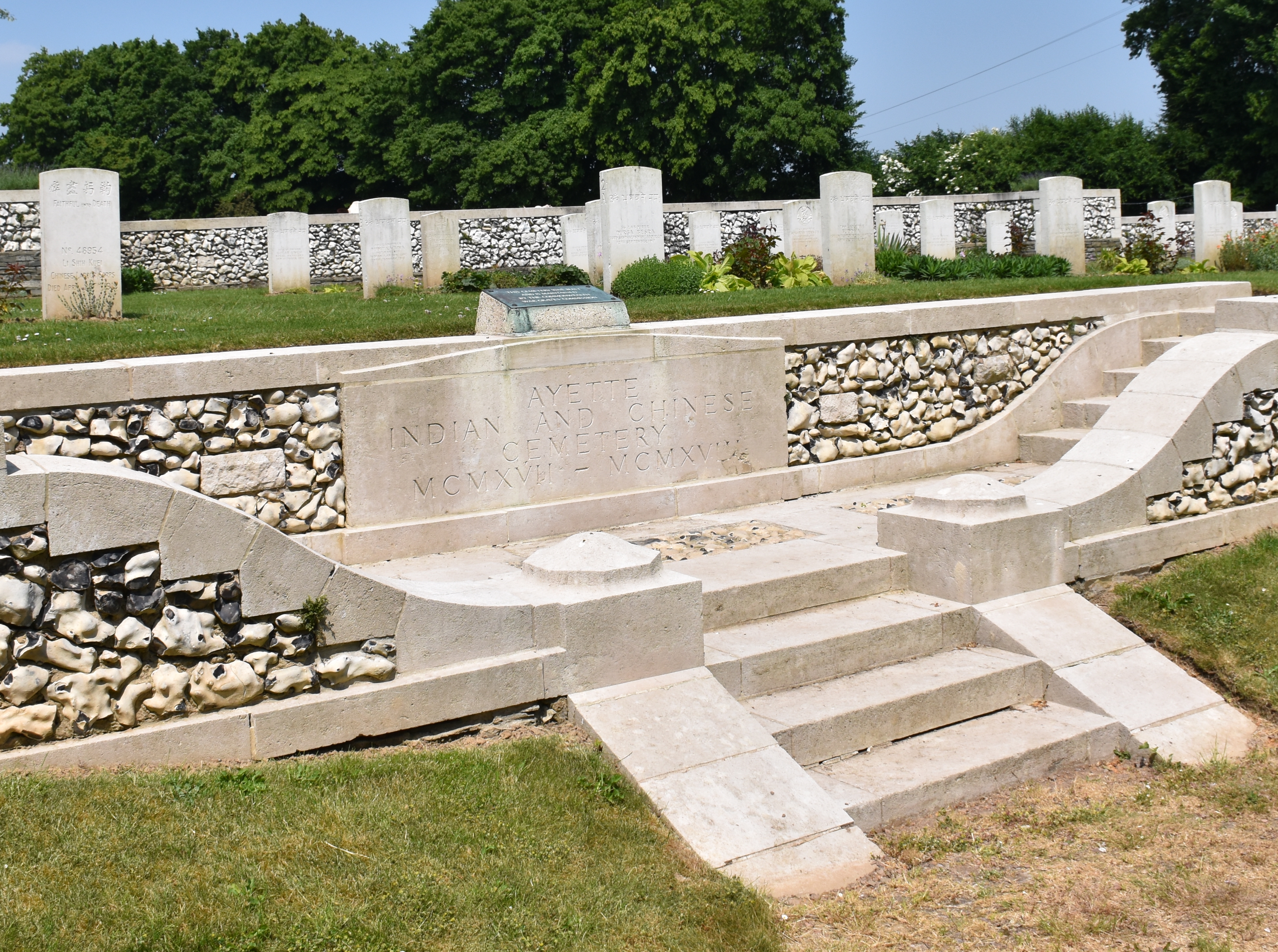
Entrée du cimetière.
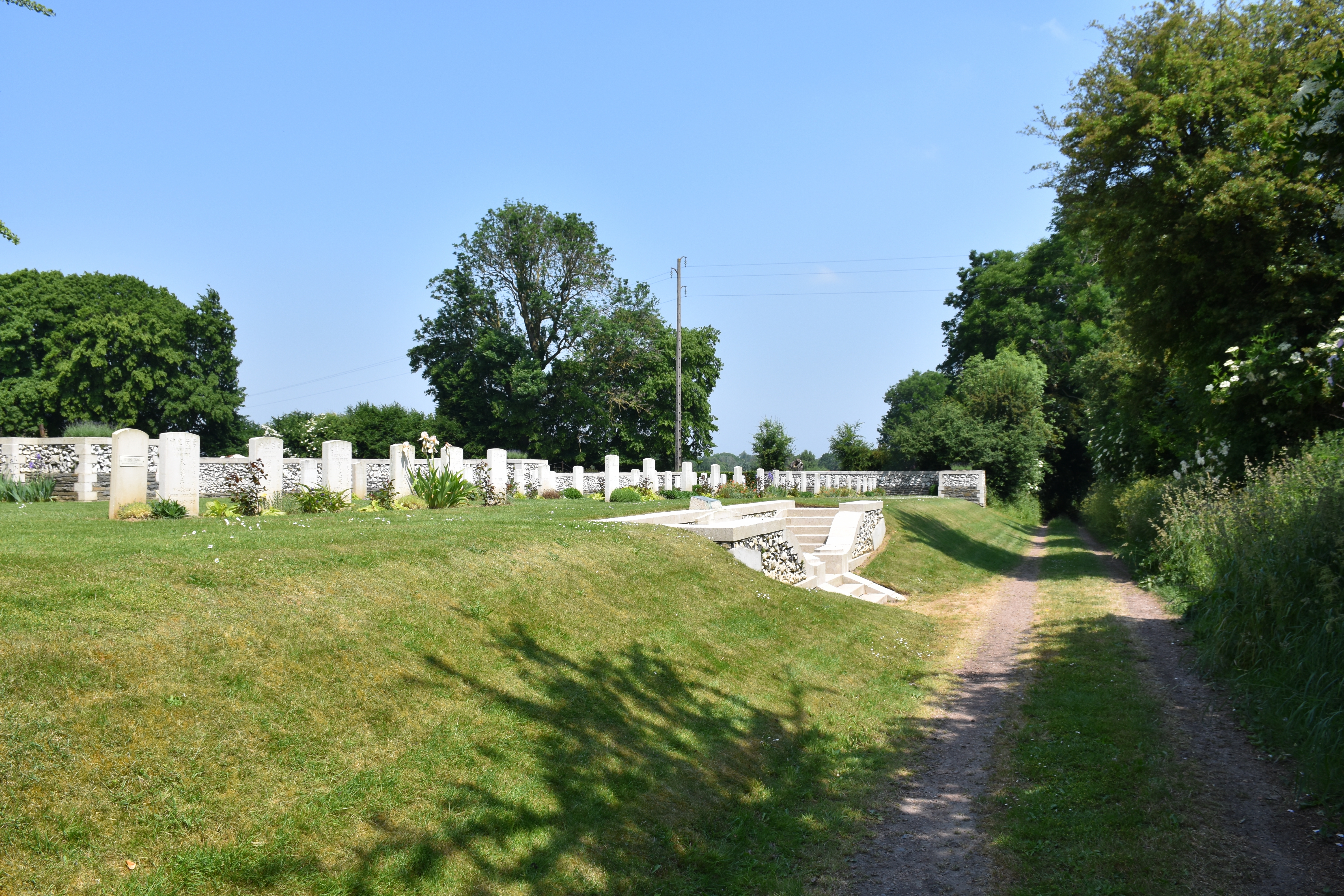
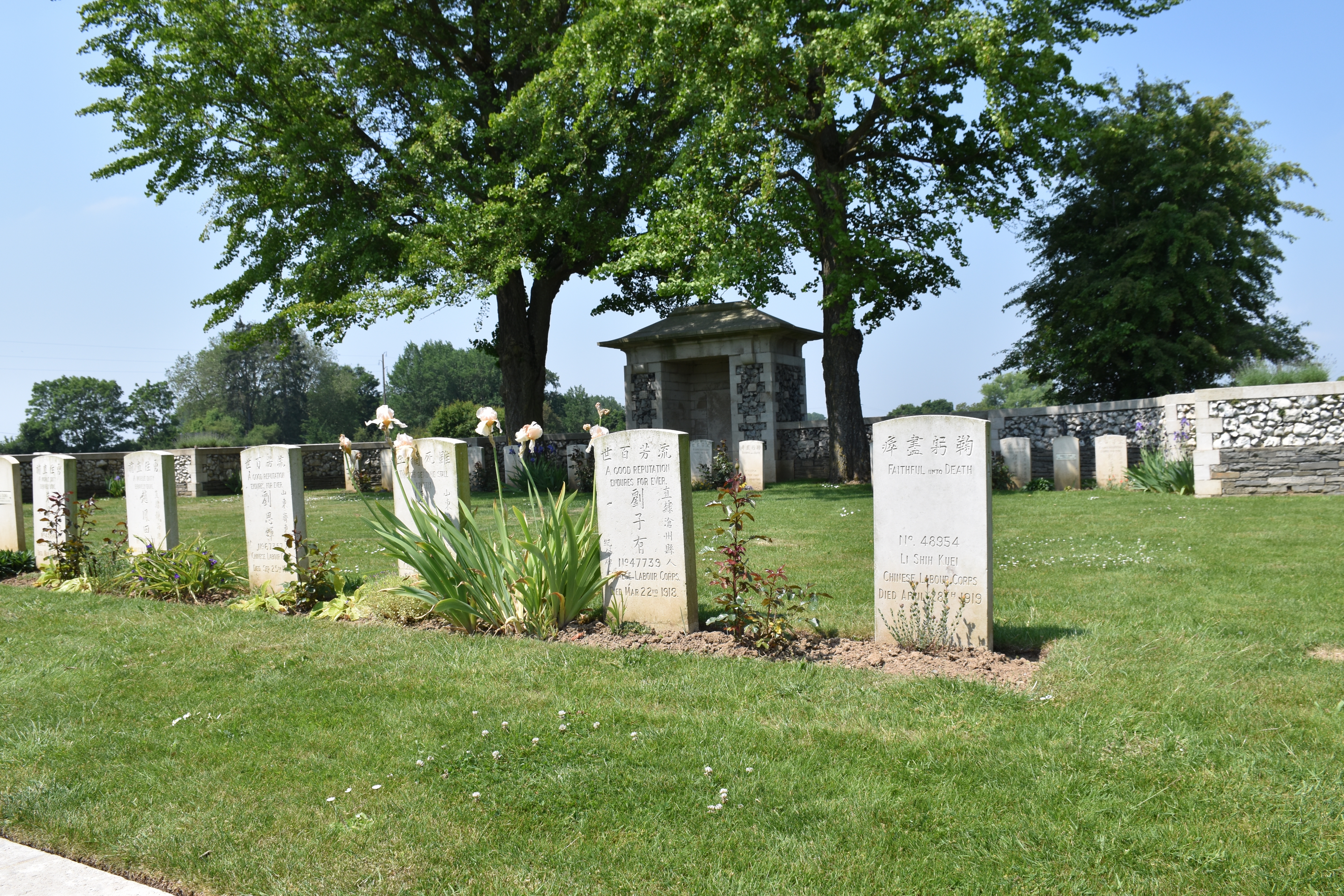
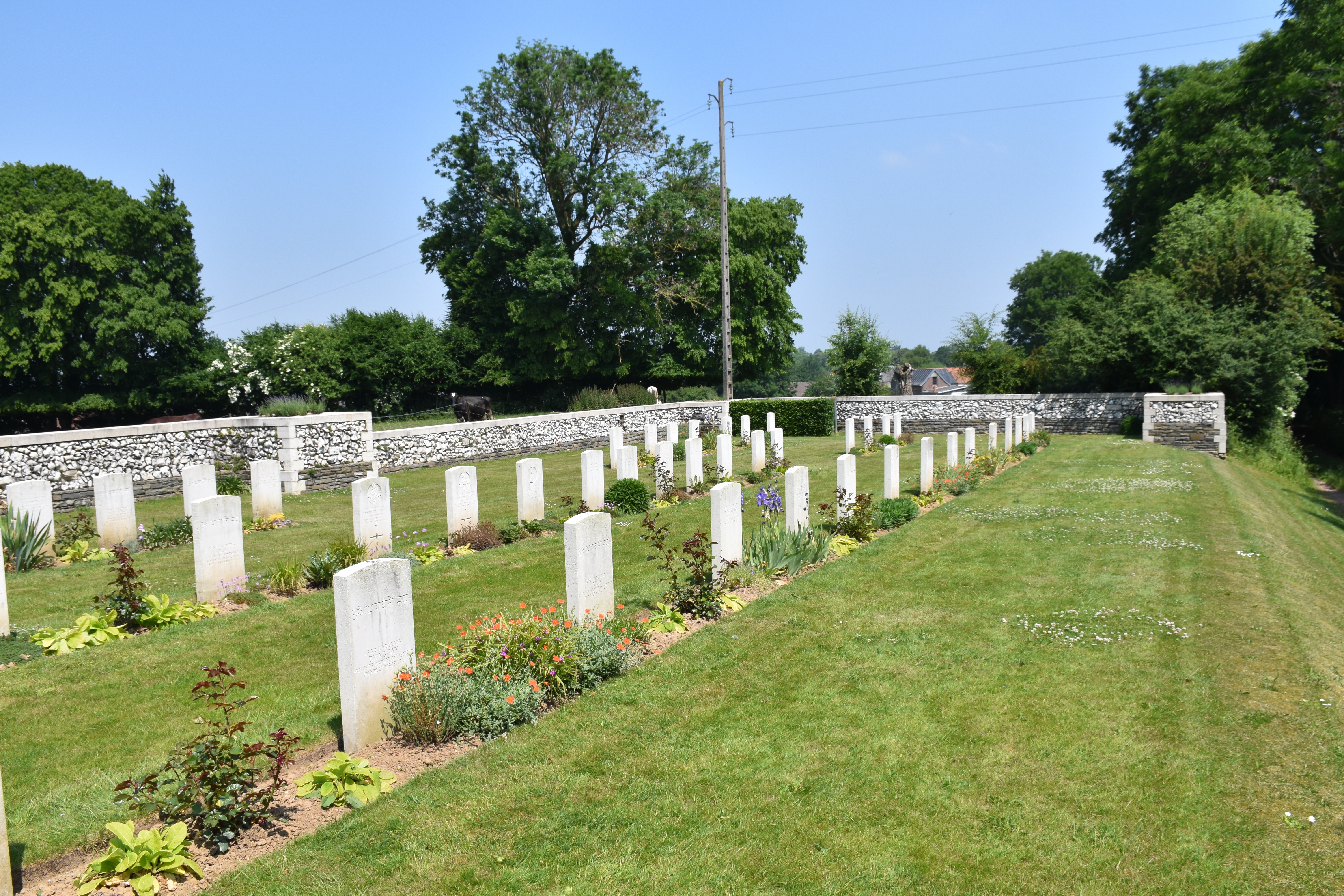
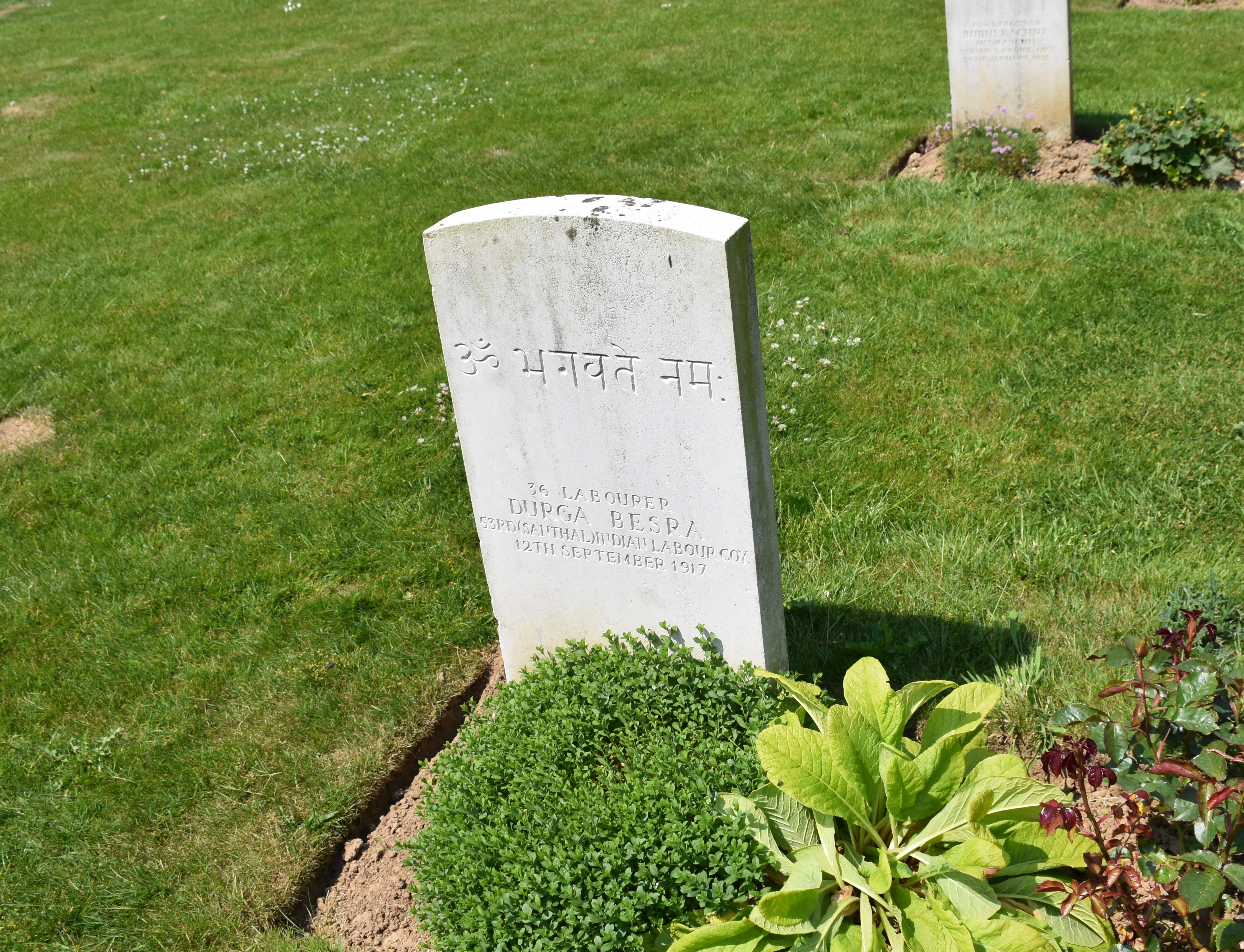
Tombe d'un travailleur indien.
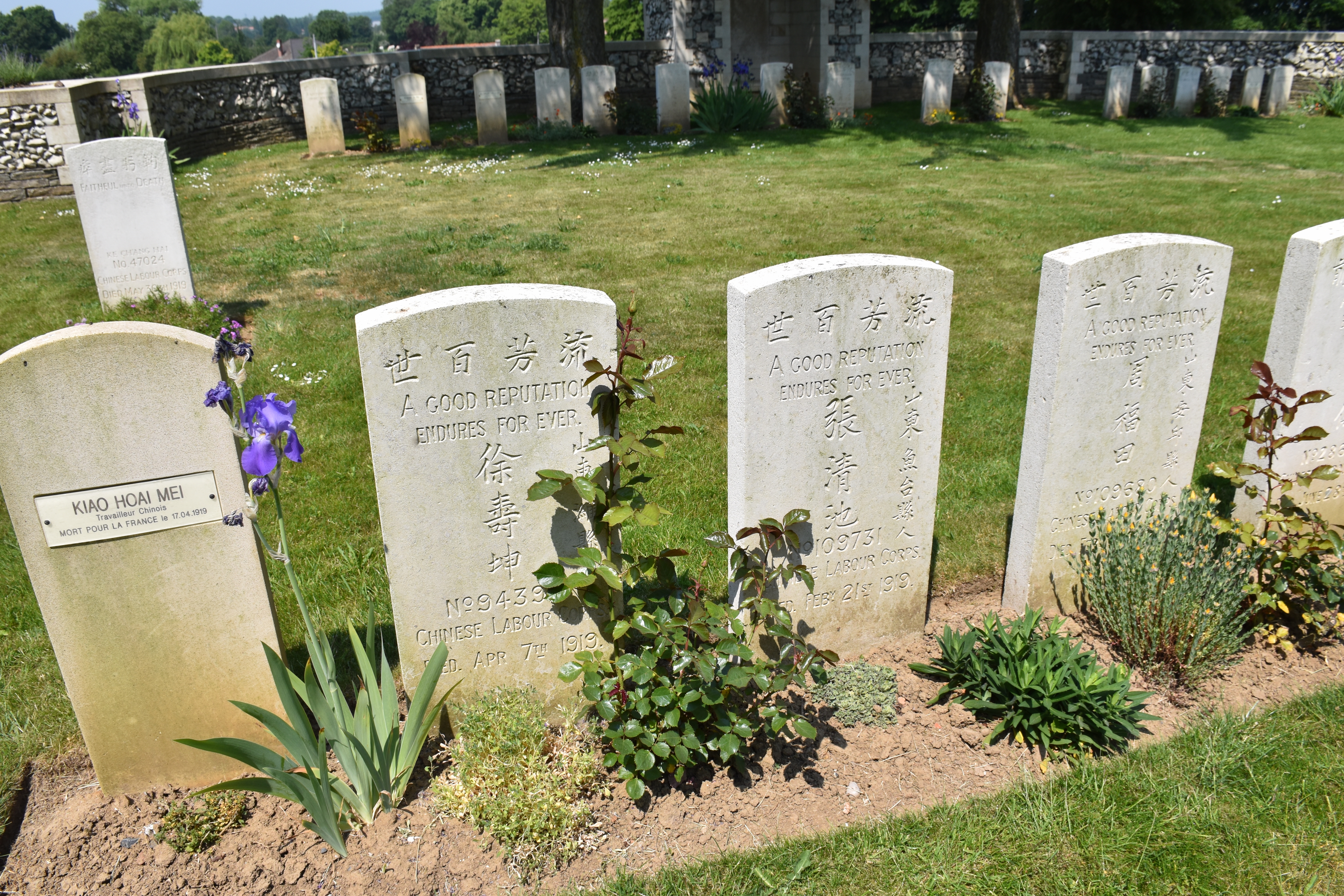
Tombes de travailleurs chinois décédés en 1919, probablement de la grippe espagnole.

## Pour approfondir